# Японські письменники детективів
Японські письменники детективів (яп. 日本推理作家協会) — організація письменників детективів у Японії. Організація була заснована 21 червня 1947 року Едоґавою Рампо. З 2019 року її очолює Нацухіко Кьоґоку. Налічує близько 600 членів.
Щороку вона вручає письменникам премію «Японські письменники детективів» у форматах найкращого роману, найкращого оповідання та найкращої біографії/критичної роботи. Також вручає премію Едоґави Рампо письменникам-аматорам, які мають мало романів або взагалі не публікувалися на комерційній основі.

## Керівники організації
- Як "Клубу Японських Письменників Детективів" (яп. 日本探偵作家クラブ).
  1. Едоґава Рампо (1947 - 1952)
  2. Ошіта Удару (1952 - 1954)
  3. Кіґі Такатаро (1954 - 1960)
  4. Ватанабе Кеісуке (1960 - 1963)
- Як "Асоціації Японських Письменників Детективів" (яп. 日本推理作家協会).
  1. Едоґава Рампо (1963)
  2. Мацумото Сейто (1963 - 1971)
  3. Шімада Казуо (1971 - 1973)
  4. Сано Йо (1973 - 1979)
  5. Мійоші Тору (1979 - 1981)
  6. Ямамура Масао (1981–1985)
  7. Каватаро Накаджіма (1985–1989)
  8. Ікусіма Джіро (1989–1993)
  9. Атоуда Такаші (1993–1997)
  10. Кензо Кітаката (1997–2001)
  11. Осака Ґо (2001–2005)
  12. Осава Арімаса (2005–2009)
  13. Хігашіно Кейґо (2009–2013)
  14. Конно Бін (2013–2019)
  15. Нацухіко Кьоґоку (2019–2023)
  16. Нукуі Токоро (2023–)